# 韦瑟尔县
韦瑟尔县（Kreis Wesel）是德国北莱茵-威斯特法伦州西北部的一个县，隶属于杜塞尔多夫行政区，首府韦瑟尔。